# Blake Pieroni
Pour les articles homonymes, voir Pieroni.
Blake Pieroni est un nageur américain né le 15 novembre 1995. Il remporte la médaille d'or du relais 4 × 100 mètres nage libre aux Jeux olympiques d'été de 2016 à Rio de Janeiro.
Aux Jeux olympiques d'été de 2020 à Tokyo, il est médaillé d'or du 4 × 100 m nage libre et du 4 × 100 m quatre nages (en ne disputant que les séries pour cette dernière).

## Palmarès

### Championnats du monde

#### Grand bassin
- Championnats du monde 2017 à Budapest :
  -  Médaille d'or du relais 4 × 100 m nage libre
  -  Médaille d'or du relais 4 × 100 m nage libre mixte (participe uniquement aux séries)
  -  Médaille de bronze du relais 4 × 200 m nage libre
- Championnats du monde 2019 à Gwangju :
  -  Médaille d'or du relais 4 × 100 m nage libre
  -  Médaille d'or du relais 4 × 100 m nage libre mixte (participe uniquement aux séries)
  -  Médaille de bronze du relais 4 × 200 m nage libre